# Hoàng Kỳ (trung tướng)
Hoàng Kỳ (sinh năm 1946) tại Hải Hậu, Nam Định. Ông là một sĩ quan cấp cao trong Quân đội nhân dân Việt Nam, hàm Trung tướng, nguyên Phó Tổng Tham mưu trưởng (2005-2008).

## Thân thế và sự nghiệp
Trước năm 2005, là Tư lệnh Quân khu 3.
Năm 2005, bổ nhiệm giữ chức Phó Tổng Tham mưu trưởng
Năm 2008, nghỉ hưu.
Thiếu tướng (1996), Trung tướng (2005)